# Ol'ga (Russia)
Ol'ga (in russo Ольга?) è un insediamento di tipo urbano dell'Estremo Oriente russo (Territorio del Litorale). È il centro amministrativo del distretto Ol'ginskij.
L'insediamento è un porto marittimo situato nella stretta baia omonima che si affaccia sul mar del Giappone.  Si trova circa 240 km a nord-est Nachodka.